# Jovan Monasterlija
Jovan Monasterlija (en serbe cyrillique : Јован Монастерлија ; 16??-1706) était un militaire, vice-voïvode serbe d'Autriche et un général impérial du Saint Empire romain germanique qui a mené les armées serbes contre l'Empire ottoman et les autres ennemis de l'Empereur d'Autriche. Il participa à la Grande guerre turque à la tête de son armée de 10 000 serbes Haïdouk. Il a été intitulé « chef de la nation serbe » par l'Empereur Léopold Ier du Saint-Empire.

## Origine
Monasterlija est né dans le comté de Komorn. On sait que son père s'appelait Petar (Pierre en français). Ses ancêtres s'étaient installés en 1606 dans cette région en arrivant de Ráckeve, mais étaient originaires de Bitola (Monastir), d'où son surnom « Monasterlija ». Sa famille était de sang noble, son père avait obtenu le statut noble en 1655 sur les champs de bataille.

## Serviteur des Empereurs
Son premier fait militaire était sous les ordres de Maximilien-Emmanuel de Bavière, électeur de Bavière qui a dirigé le siège de Belgrade (1688) contre les Ottomans, avec l'appui des insurgés serbes sous le commandement du Monasterlija.
Entre 1689 et 1692, la Serbie centrale était sous le contrôle par la couronne des Habsbourg et Monasterlija été le défenseur de ces terres, il avait pour « capitale » Golubac.
En avril 1691, il est nommé commandant militaire de l'armée serbe (appelée Monasterlijini Raci - les Serbes de Monasterlija) ;l'armée était composée de soldats semi-professionnels et professionnels que l'on appelait les Haïdouks, elle était composée d'un peu plus de 10 000 hommes, et devait être sous la supervision directe du conseil de guerre aulique. L’armée serbe ont été très appréciés par l'Empereur Léopold.
Il prit part à la bataille de Slankamen et à la bataille de Zenta. Après les guerres, il gagne la suzeraineté de la Forteresse de Petrovaradin, et il est nommé à la construction d'un port de bateaux sur le Danube. Après le traité de Karlowitz en 1699, il prend sa retraite et reçoit des terres de Léopold. Il est cependant sorti de sa retraite, en 1703, est envoyé pour combattre l'insurrection de François II Rákóczi contre les Habsbourg. Ce succès lui donne titre de général. Léopold, juste avant sa mort, donne à Jovan la tâche d'intégrer les unités serbes dans l'armée régulière autrichienne.

## Mort
Il mourut en 1706 des suites de blessures subies pendant le siège de Oradea, et fut enterré dans Šišatovac, les armoiries de la famille figurent sur son tombeau.
Il était marié à Ana Rašković, une sœur du Knez Raskovic, de la noble famille Rašković.

## Sources
- (en) Sima M. Ćirković, The Serbs, Wiley-Blackwell, 2004, 356 p. (ISBN 0-631-20471-7, lire en ligne)
- (hu) « Znamenita kovinsko-komoranska porodica Monasterlija » [archive du 21 juillet 2011]
- (hu) « Srbi u Slovačkoj »
- (en) Rice University, Austrian history yearbook, Volume 12–13, 1978 (lire en ligne)
- (en) Branka Kulić et Nedeljka Srećkov, The monasteries of the Fruška Gora, 1994 (lire en ligne)